# Peter Firmin
Pedro Arthur Firmin (Harwich, 11 de dezembro de 1928 – 1 de julho de 2018) foi um artista inglês. 

## Carreira
Ele foi o fundador da Smallfilms, junto com Oliver Postgate. Entre eles, criou um número de infantis populares, programas de TV, A Saga de Noggin o Nog, Ivor o Motor, Clangers, Bagpuss e Pogles' de Madeira.
Morreu em 1 de julho de 2018, aos 89 anos.

## Reconhecimento
Ele foi premiado com um título honorário de MA pela Universidade de Kent, em 17 de julho de 1987. Em 2011, Peter foi premiado com a Liberdade da Cidade de Canterbury, em reconhecimento a seu "excelente trabalho".
Em novembro de 2014, foi anunciado que Peter seria honrado no BAFTA children's Awards.